# Arabia Saudita en los Juegos Olímpicos de Múnich 1972
Arabia Saudita estuvo representada en los Juegos Olímpicos de Múnich 1972 por diez deportistas masculinos que compitieron en atletismo.
El portador de la bandera en la ceremonia de apertura fue el atleta Bilal Said Al-Azma. El equipo olímpico saudita no obtuvo ninguna medalla en estos Juegos.